# 毛漆树
毛漆树（学名：Toxicodendron trichocarpum）是漆树科漆属的植物。分布于朝鲜、日本以及中国大陆的湖北、湖南、贵州、安徽、浙江、江西、福建等地，生长于海拔900米至2,500米的地区，常生长在山坡密林以及灌丛中，目前尚未由人工引种栽培。